# Apatophysis mongolica
Apatophysis mongolica är en skalbaggsart som beskrevs av Semenov 1901. Apatophysis mongolica ingår i släktet Apatophysis och familjen långhorningar. Inga underarter finns listade i Catalogue of Life.